# 모나원숭이
모나원숭이(Cercopithecus mona)는 서아프리카에 사는 구세계원숭이의 일종이다. 모나원숭이는 그레나다 섬에서도 발견되는 데, 이는 18세기 동안에 노예선과 함께 신세계로 옮겨졌기 때문이다.
이 게논원숭이는 나무 위에 사는 원숭이로, 35마리까지 무리를 지어 산다. 먹이는 주로 과일을 먹지만, 곤충과 나뭇잎을 먹기도 한다.
모나원숭이는 흰 엉덩이에 갈색 아구티 털을 지니고 있다. 꼬리와 다리는 검고, 얼굴은 청회색을 띠며, 얼굴을 가로질러 한 줄의 어두운 줄무니가 나 있다. 모나원숭이는 볼주머니에 먹이를 가지고 다닌다.
천적은 표범, 아프리카황금고양이, 비단구렁이, 맹금류 다.

## 같이 보기
- 로모나원숭이
- 여우모나원숭이
- 덴트모나원숭이